# North Bay Village
North Bay Village és una població dels Estats Units a l'estat de Florida. Segons el cens del 2000 tenia 6.733 habitants.

## Demografia
Segons el cens del 2000, North Bay Village tenia 6.733 habitants, 3.132 habitatges, i 1.519 famílies. La densitat de població era de 7.825,18 habitants/km².
Dels 3.132 habitatges en un 21,6% hi vivien nens de menys de 18 anys, en un 32,7% hi vivien parelles casades, en un 11,2% dones solteres, i en un 51,5% no eren unitats familiars. En el 38,7% dels habitatges hi vivien persones soles el 8,4% de les quals corresponia a persones de 65 anys o més que vivien soles. El nombre mitjà de persones vivint en cada habitatge era de 2,1 i el nombre mitjà de persones que vivien en cada família era de 2,85.
Per edats la població es repartia de la següent manera: un 16,8% tenia menys de 18 anys, un 8,8% entre 18 i 24, un 42% entre 25 i 44, un 20,2% de 45 a 60 i un 12,1% 65 anys o més.
L'edat mitjana era de 35 anys. Per cada 100 dones de 18 o més anys hi havia 100,4 homes.
La renda mitjana per habitatge era de 34.354 $ i la renda mitjana per família de 37.931 $. Els homes tenien una renda mitjana de 31.740 $ mentre que les dones 27.234 $. La renda per capita de la població era de 21.017 $. Entorn del 7,8% de les famílies i el 12,9% de la població estaven per davall del llindar de pobresa.

## Poblacions més properes
El següent diagrama mostra les poblacions més properes.